# Jorge Barraza
Jorge Barraza (Santa Fe, 4 de abril de 1955) es un periodista argentino. Es columnista de diversos periódicos latinoamericanos como El Universo de Guayaquil; El Tiempo de Bogotá; El Comercio de Lima; La Razón de La Paz y de la revista Fútbol Total de Bogotá.
También ha sido columnista del diario deportivo Líder, de Caracas, de La Prensa de Panamá, de La Nación de Costa Rica, de World Soccer Magazine e International Press, de Japón.
Integró el Grupo de Escritores del Washington Post (EE. UU.). Se especializó en la edición de revistas y libros y en el análisis del fútbol y de temas de periodismo. Fue director de la revista [Confederación Sudamericana de Fútbol|Conmebol]] desde su creación, en 1989 hasta 2014. Editó varios libros históricos para la misma entidad, entre ellos "Historia de la Copa Libertadores (1960-2010)" e "Historia de la Copa América (1916-2011)".
Es autor de los libros "Erico para siempre", "Kaviedes, el gol naciente", "Yo, el Bocha" (la biografía de Ricardo Bochini), "350 Récords, historias y hazañas de la Copa Libertadores", "Peñarol, pionero de América", "Nacional, gigante tricampeón", "Fútbol de ayer y de hoy, eterno debate", "James en la cima del mundo", "Alfredito, Alfredito" y "Pioneros".
Se inició en 1973 en el diario Crónica, de Buenos Aires. Fue por varios años redactor jefe de la Revista El Gráfico y es habitual conferencista sobre fútbol y periodismo. Ha dictado el único taller de periodismo deportivo en la Fundación para un Nuevo Periodismo Iberoamericano, de Gabriel García Márquez.
Desde 2005 a 2013 fue instructor de la FIFA en el área de comunicaciones, dictando seminarios en diversos países de América. Ha ofrecido charlas y conferencias sobre los mismos temas en Colombia, Ecuador, Bolivia, Argentina, Panamá, Paraguay, Perú, Uruguay, República Dominicana, Nicaragua, El Salvador, Guatemala, Venezuela.
Barraza asistió a 11 Copas Mundiales de la FIFA, a 14 Copas América, a la definición de 29 Copas Libertadores e incontables torneos continentales en Sudamérica. También a la final de la Champions League y a la Copa Intercontinental/Copa Toyota. Ha entrevistado a cientos de futbolistas, entrenadores, dirigentes y personajes del fútbol.

## Revista Conmebol
Barraza fue el creador de la revista Conmebol, la cual se editó desde 1989 hasta 2014. Según el periódico ecuatoriano El Universo, la revista Conmebol era "una tradición del fútbol sudamericano" debido a sus 25 años de historia, su publicación en tres idiomas (español, inglés y portugués) y el reconocimiento que recibió de los medios de comunicación especializados en fútbol.

## Obras
- Etcheverry, el Uno de la historia (2023)
- Pioneros, una historia de la Copa América (2021)
- Eduardo Ross, El Mago de la paleta (2019)
- Orgullo Nacional (la máxima hazaña del fútbol mundial) (2018)
- Alfredito, Alfredito (2017)
- Aarón Sehter, La Pelota y yo (2017)
- Yo el Bocha (vida de Ricardo Bochini) (2016)
- Historia de la Copa América (2015)
- Fútbol de Ayer y de Hoy (2014)
- James en la cima del mundo (2014)
- 350 récords, historias y hazañas de la Libertadores (2014)
- Peñarol, Pionero de América (2013)
- Nacional, Gigante Tricampeón (2013)
- La Copa los hace grandes (clubes chicos uruguayos en la Libertadores) (2013) *
- Historia de la Copa Libertadores (2010)
- Erico para siempre (vida de Arsenio Erico) (2010)
- Conmebol 2001 – Historia del fútbol sudamericano (2001)
- Kaviedes, El Gol Naciente (1999)

* No editado